# لوچانو لیگابوئه
لوچانو لیگابوئه (به انگلیسی: Luciano Ligabue) (متولد ۱۳ مارس ۱۹۶۰) خواننده راک ایتالیایی، ترانه‌سرا، کارگردان و نویسنده ایتالیایی است. وی معمولاً با نام لیگابوئه یا لیگا شناخته می‌شود.
او تا کنون ۱۶ آلبوم منتشر کرده است.